# Phareas coeleste
Phareas este un gen de fluturi din familia Hesperiidae. Conține o singură specie, Phareas coeleste.